# Lista de distritos portugueses territorialmente descontínuos
Esta é uma lista dos distritos portugueses que, ao contrário da regra geral, não têm continuidade territorial. A descontinuidade territorial pode dever-se à existência de exclaves ou enclaves, não se considerando as situações em que a descontinuidade territorial se deve a integrarem ilhas no seu território ou à separação territorial por grandes rios ou albufeiras.
- Distrito da Guarda (com um exclave)
- Distrito de Viseu (com um enclave)